# 城关街道 (商南县)
城关街道，是中华人民共和国陕西省商洛市商南县下辖的一个街道办事处。
2011年，党马乡被撤销，辖境并入城关镇。2015年，陕西省民政厅批复同意撤销商南县城关镇，设立城关街道办事处。

## 行政区划
城关街道下辖以下地区：
东岗社区、长新路社区、南大街社区、西关村、东岗村、二道河村、富家沟村、五里铺村、十里铺村、张家岗村、石垭子村、曹营村、稻田坪村、三岔河村、三角池村、任家沟村、五里牌村、郭家村、皂角铺村、捉马沟村、碾盘村、黑漆河村、瓜山村和索峪河村。